# Белоглазов-Лыков, Семён Иванович
Князь Семён Иванович Белогла́зов-Лы́ков (ум. 1633) — воевода времён Московского царства.
Рюрикович в XXI колене, представитель княжеского рода Белоглазовых-Лыковых — небольшой ветви князей Лыковых-Оболенских. Младший третий сын князя Ивана Ивановича Белоглазова-Лыкова, внук князя И. И. Белоглазого Лыкова-Оболенского.

## Биография
С 1 августа 1598 года — дворянин московский, подписался на грамоте избрания Бориса Годунова царём. В 1617 года — воевода в Переяславле-Залесском, в 1618 году отпущен в Москву. С января 1619 по 1620 год — снова воевода в Переяславле-Залесском.
В 1624, 1625 и 1628 годах, как дворянин московский, в отсутствие царя Михаила Фёдоровича оставался в Москве «для ея береженья».